# Santo António (Sao Tomé-et-Principe)
Pour les articles homonymes, voir Santo Antonio.
Santo António est une ville de Sao Tomé-et-Principe, la principale de l'île de Principe.

## Histoire
En 1753 et jusqu'en 1852, São Tomé étant victime de nombreuses attaques de pirates, Santo António est désignée capitale de la colonie alors portugaise de Sao Tomé-et-Principe succédant en cela à São Tomé.

## Roça
Santo António est aussi le nom de la petite roça à fonction portuaire toute proche de la ville.
Photographies et croquis réalisés en 2011 mettent en évidence la disposition des bâtiments, leurs dimensions et leur état à cette période.

## Jumelage
- Aveiro (Portugal).